# اچ‌ام‌اس آمبوس‌کید (اف۱۷۲)
اچ‌ام‌اس آمبوس‌کید (اف۱۷۲) (به انگلیسی: HMS Ambuscade (F172)) یک کشتی بود که طول آن ۳۸۴ فوت (۱۱۷ متر) بود. این کشتی در سال ۱۹۷۳ ساخته شد.